# Køge
Køge – miasto w Danii na półwyspie Stevns, w regionie Zelandia, siedziba gminy Køge.
W latach 1970-2006 siedziba dawnej gminy Køge.
W mieście znajduje się stacja kolejowa Køge i port. 
Miasto jest połączone ze ścieżką rowerową Berlin-Kopenhaga i europejską trasą EuroVelo 7. 
W mieście rozwinął się przemysł chemiczny, spożywczy oraz celulozowo-papierniczy.

## Zabytki oraz interesujące miejsca
- Muzeum Køge[5]
- Szesnastowieczne domy. W pobliżu kościoła przy Kirkestræde 20 znajduje się najstarszy datowany w Danii dom z muru pruskiego, zbudowany w 1527, dziś dom jest częścią Køge Børnebibliotek[6][7].
- Sankt Nicolai Kirke[8][9]

## Rozrywka
Najrozmaitsze imprezy w Køge odbywają się w sobotę. Głównym ośrodkiem wszelkich imprez jest Torvet. Wzdłuż zatoki na północ i na południe od miasta rozciągają się miejskie plaże.

## Sport
W mieście znajdują się kluby piłkarskie: Køge BK, HB Køge i Herfølge BK.